# Уравнения на движение
Уравненията на движение са уравнения, които описват поведението на дадена физическа система по отношение на нейното движение като функция на времето. По-конкретно, уравненията на движението описват поведението на физическа система като поредица от математически функции по отношение на динамични променливи – обикновено се използват пространствени координати и време, но често има и други, като например импулс. Най-често се избират обобщени координати, които могат да са всякакви удобни променливи, характерни за физическата система. Функциите се определят в Евклидово пространство в класическата механика, но в теорията на относителността се определят в криволинейно пространство. Ако са известни динамиките на системата, уравненията са решения на диференциалните уравнения, описващи движението на динамиките.
Съществуват два основни начина за описване на движението: динамика и кинематика. Динамиката е обобщеният случай, защото импулсът, силата и енергията на частиците се вземат предвид. Понякога терминът се отнася за диференциалните уравнения, които системата удовлетворява (например, втория закон на Нютон или уравненията на Ойлер – Лагранж), а понякога и за решенията на тези уравнения. Все пак, кинематиката е по-проста, тъй като се занимава само с променливите, изведени от позициите на обектите, и времето. основните типове движение са: транслация, ротация, осцилация или всякакви комбинации от тях.
Решаването на диференциално уравнение на движение (обикновено идентифицирано с някакъв физичен закон и прилагащо дефиниции на физични величини) дава общо решение с произволни константи, които съответстват на семейство от решения. Конкретно решение може да се получи чрез задаване на първоначални стойности, които да фиксират стойностите на константите.
По принцип едно уравнение на движение M е функция на позицията r на тялото, неговата скорост (първата производна на r, v = dr'dt), неговото ускорение (втората производна на r, a = d2rdt2) и времето t. Това е равнозначно на обикновено диференциално уравнение от втори ред в r :
{\displaystyle M\left[\mathbf {r} (t),\mathbf {\dot {r}} (t),\mathbf {\ddot {r}} (t),t\right]=0\,}
където t е времето, а всяка точка отгоре обозначава една производна спрямо времето. Началните условия се задават от константните стойности при t = 0:
{\displaystyle \mathbf {r} (0)\,\quad \mathbf {\dot {r}} (0)\,.}
Решението r(t) на уравнението на движение описва системата за всяко t след t = 0. Други динамични променливи, като например импулс p на тялото или момент на импулса на тялото, могат да се използват вместо r и да се решава за тях.
Понякога, уравнението може да е линейно, като в този случай е по-вероятно да е решимо с точност. По принцип обаче то е нелинейно и не може да бъде решено точно, така че е необходимо да се използват различни приближения. Решенията на нелинейните уравнения могат да проявяват хаотичен характер, в зависимост от това колко е чувствителна системата спрямо началните условия.